# Direção assistida

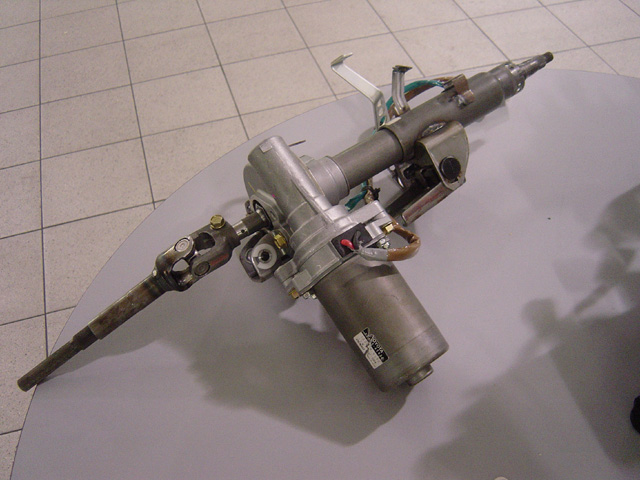
Direção assistida de um Toyota Prius.

Direção assistida é um sistema cujo objetivo é a redução do esforço para esterçar um automóvel com auxílio a uma força externa.

## História
A direção assistida foi inventada nos anos 20 do século passado por Francis W. Davis e George Jessup em Waltham, Massachusetts. A Chrysler Corporation introduziu o primeiro sistema de direção assistida disponível ao público em 1951 na Chrysler Imperial sob o nome de Hydraguide. A maioria dos novos automóveis tem direção assistida, apesar de nas décadas de 1970 e 1980 isso ser mais a excepção do que a regra, pelo menos nos automóveis europeus. A moda da tração às rodas da frente, o facto de os automóveis se tornarem mais pesados aliado à crescente largura dos pneus, tornaram as manobras de um carro sem assistência muito desgastantes em termos físicos, especialmente a velocidades baixas (e a estacionar, por exemplo).

## Sistemas hidráulicos
A maioria dos sistemas de direção assistida consiste numa bomba de válvula rotativa e correia para fornecer pressão hidráulica e um conjunto de cilindro e êmbolo. A pressão é gerada com ajuda do motor, através da correia. À medida que a velocidade do motor aumenta, a pressão do fluido hidráulico também aumenta. Para contrariar este efeito, uma válvula de escape é incorporada no sistema que permite assim diminuir a pressão quando esta está alta demais. As válvulas hidráulicas são acionadas pelo movimento do volante ou pela deflexão das rodas. Quando o sistema de direção está em repouso (automóvel em linha reta ou parado), o fluido hidráulico passa através de dois orifícios de iguais dimensões, aplicando assim pressões iguais em ambos os lados de um êmbolo, contido num cilindro, ligado ao mecanismo da direção. Ao mover-se o volante, é acionada uma válvula de distribuição que abre um dos orifícios e fecha o outro. O fluido exerce então pressão sobre apenas um dos lados do êmbolo, o que empurra o mecanismo de direção na direção desejada. A pressão que é aplicada no êmbolo depende da força que o condutor aplica no volante.
Algumas novas implementações de sistemas hidráulicos também incluem uma válvula acionada eletronicamente que reduzem a pressão hidráulica das linhas do fluido à medida que o veículo aumenta a velocidade.

## DIRAVI
No sistema DIRAVI inventado pela Citroën, a força que vira as rodas vem do sistema hidráulico de alta pressão do automóvel e é sempre a mesma independentemente da velocidade. À medida que o volante é rodado, as rodas são rodadas simultaneamente para um ângulo correspondente por um macaco hidráulico. Para se ter uma resposta artificial que simule o comportamento real de um automóvel sem DIRAVI, há um sistema hidráulico separado que tenta rodar o volante de volta à posição inicial.
Desde que haja pressão no sistema hidráulico do automóvel, não há qualquer ligação entre o volante e as rodas. Este sistema foi introduzido pela primeira vez no Citroën SM em 1970, e ficou conhecido como 'VariPower' no Reino Unido e 'SpeedFeel' nos Estados Unidos. O sistema DIRAVI foi uma importante contribuição para o ramo da condução ajustada à velocidade.

## Sistemas elétricos
A direção assistida elétrica, como a encontrada no Chevrolet Cobalt, Acura NSX, Saturn VUE V6, Toyota MR2 de 2.ª geração e na maioria dos FIATs e Lancias, é constituída por componentes elétricas. Sensores detectam o movimento e o binário (torque) da coluna de direção e um módulo computadorizado aplica a potência necessária à assistência através de um motor elétrico. Isto permite que vários graus de força possam ser aplicados dependendo das condições de condução. De notar que na maioria dos carros do grupo FIAT a força pode ser regulada usando um botão "CITY" que permite escolher de entre duas curvas de assistência (boost curve), enquanto que no grupo Volkswagen/Audi, a força é regulada dependendo da velocidade do automóvel.
Em caso de falha de algum componente, uma ligação mecânica como a cremalheira e pinhão funciona como reserva de maneira semelhante aos sistemas hidráulicos. O software no módulo computadorizado permite alterar certas características da direção assistida elétrica de acordo com as preferências dos projetistas do veículo. 
Este sistema está, no entanto, limitado a veículos pequenos devido ao facto de que os 12 V do sistema estão limitados a uma corrente de 80 A que limita o tamanho do motor a pouco menos de 1 kW (12,5 V vezes 80 A é igual a 1000 W). Sistemas elétricos têm uma ligeira vantagem em eficiência de combustível pois não há bombas hidráulicas a correr constantemente independentemente de ser necessário a direção assistida ou não, sendo esta a razão principal pela introdução deste tipo de tecnologia. 

## Servotronic
Servotronic consiste numa direção assistida consoante a velocidade do automóvel, oferecendo conforto e conveniência ao condutor. A quantidade de força é maior a baixas velocidades. A altas velocidades, um sistema eletrónico sensível reduz gradualmente o nível da força. O Servotronic é usado por vários fabricantes de automóveis incluindo Audi, BMW e Porsche. Servotronic é uma marca registada da AM General.

## Sistemas eletro-hidráulicos
Os chamados sistemas "híbridos" usam a mesma tecnologia que os sistemas de direção assistida normais, com a pressão hidráulica a ser fornecida por um motor elétrico em vez de uma bomba acionada por correia trapezoidal ou nervurada. Estes sistemas são usados em carros da Volkswagen, Audi, Peugeot, Citroën, SEAT, Skoda, Suzuki, MINI e em alguns da Mazda.

## Quatro rodas direcionais
A Honda e a Nissan implementaram um sistema de quatro rodas direcionais em alguns dos seus automóveis. Os modelos mais conhecidos são o Honda Prelude 4WS e o Nissan Skyline Super HICAS. 
Neste tipo de direção, as rodas traseiras viram no sentido inverso das rodas dianteiras a baixa velocidade (para facilitar as manobras, nomeadamente o estacionamento) e no mesmo sentido das rodas dianteiras a alta velocidade (para aumentar a estabilidade do automóvel). 
O controlo das rodas traseiras é efetuado por uma centralina separada que utiliza vários sensores (de velocidade, posição do acelerador, ângulo de direcção e yaw) de forma a otimizar o comportamento do automóvel.